# Болехів (гміна)
Ґміна Болехів — колишня (1934–1939 рр.) сільська ґміна в Долинському повіті Станіславського воєводства Польської республіки та у Крайсгауптманшафті Калуш (1941—1943) і Крайсгауптманшафті Стрий (1943—1944) Дистрикту Галичина Третього Райху. Центром ґміни було місто Болехів, яке не входило до складу ґміни.
Ґміну Болехів було утворено 1 серпня 1934 р. у межах адміністративної реформи в ІІ Речі Посполитій із дотогочасних сільських ґмін: Гошів, Новий Гузіїв, Старий Гузіїв, Гериня, Підбережжя, Танява, Тяпче і Човгани.
17 січня 1940 року ґміна була ліквідована, а територія увійшла до новоствореного Болехівського району. 
Гміна (волость) була відновлена на час німецької окупації з липня 1941 р. до липня 1944 р., до неї була приєднана ґміна Поляниця (села Бряза, Бубнище, Поляниця, Сукіль і Тисів). На 1 березня 1943 року населення ґміни становило 12 747 осіб..